# Hồ Moraine
Hồ Moraine là một hồ do sông băng cấp nước ở vườn quốc gia Banff,, 14 km (8,7 mi) ở bên ngoài làng Lake Louise, Alberta, Canada. Nó nằm ở Thung lũng Mười đỉnh núi, ở độ cao khoảng 6.183 feet (1.885 m). Hồ có diện tích bề mặt 0,5 km vuông (0,19 sq mi).
Hồ được sông băng cấp nước, không đến được đỉnh của nó cho đến khi giữa đến cuối tháng Sáu. Khi nó đầy, nước hồ phản ánh một màu xanh da trời nổi bật. Màu sắc là do sự khúc xạ của ánh sáng ra khỏi bột đá lắng đọng trong hồ trên cơ sở liên tục.